# Vinterägget
Vinterägget är ett av Fabergéäggen, som skapades av den ryske juveleraren Peter Carl Fabergé. Ägget designades av den finländska formgivaren Alma Pihl. Vinterägget designades på beställning åt den ryske tsaren Nikolaj II och gavs till tsarinnan Maria Fjodorovna som påskgåva 1913. 
Äggets höjd är 10,2 centimeter. Den ingår idag i en privat samling i Qatar.